# Devin Harper
Devin Harper (Knoxville, 13 maggio 1998) è un giocatore di football americano statunitense che milita nel ruolo di linebacker per i Pittsburgh Steelers della National Football League (NFL).

## Carriera

### Dallas Cowboys
Harper al college giocò a football a Oklahoma State. Fu scelto nel corso del sesto giro (193º assoluto) nel Draft NFL 2022 dai Dallas Cowboys. Il 29 ottobre 2022 fu inserito in lista infortunati, chiudendo la sua stagione da rookie con 3 presenze, nessuna delle quali come titolare.

## Vita privata
Harper è fratello maggiore della safety Thomas Harper, approdato nella NFL nel 2024.